# Ortlfing
Ortlfing ist ein Ortsteil des Marktes Burgheim im Landkreis Neuburg-Schrobenhausen. Er liegt zwei Kilometer östlich von Burgheim. Zur Gemarkung Ortlfing gehört noch der Ort Biding. Anfang 2017 hatte Ortlfing 219, Biding 38 Einwohner.

## Geschichte

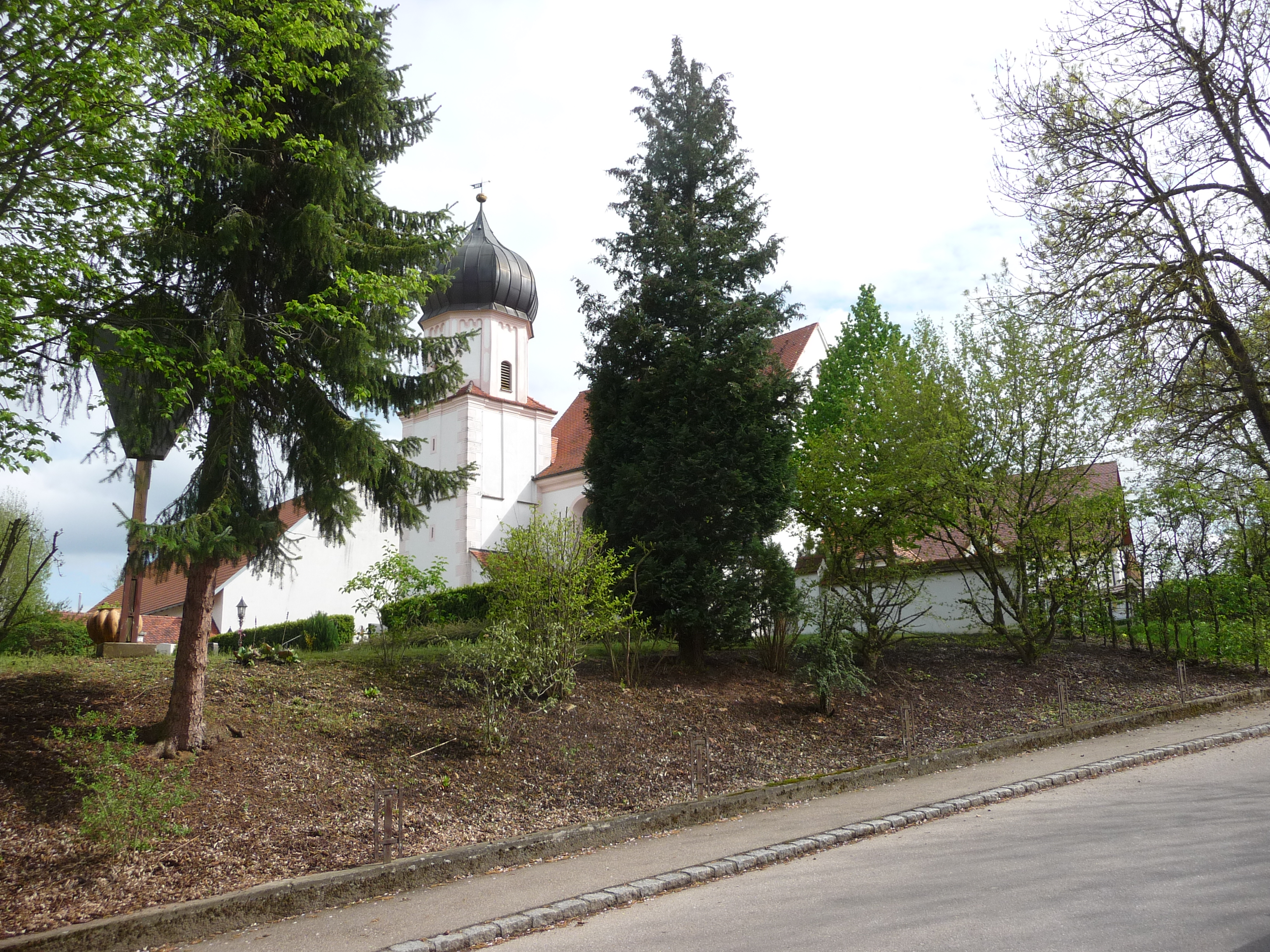
Kirche von Ortlfing

Im Jahre 1214 wurde Ortlfing im Pappenheimer Urbar erstmals erwähnt. Schon zu dieser Zeit soll es eine Kirche gegeben haben. Zwischen 1638 und 1647 wird Ortlfing beim Dreißigjährigen Krieg durch die Schweden schwer heimgesucht. In dieser Zeit sind besonders viele Todesfälle aufgeführt. Es gibt auch verödete Höfe. Noch 1655 lagen viele Felder brach.
Der Spanische Erbfolgekrieg setzt im Jahre 1704 dem Ort wieder erheblich zu. Es wird geraubt, gemordet und geplündert. Das Getreide wird abgemäht und das Dorf halb abgebrannt. Von 1742 bis 1745 herrschte abermals Kriegszustand, es ist der Österreichische Erbfolgekrieg. Wieder finden Verwüstungen statt. Die Franzosen hausen diesmal in der Gegend, verhalten sich aber sittsam, sie nehmen nur, was sie zum Essen brauchen. Lediglich wird dem Pfarrer sein bestes Pferd gestohlen. Aber im Jahre 1800 und 1801 kehren die Franzosen fünfmal zurück und plündern die Ortschaft.
1945 wird Ortlfing in den letzten Kriegstagen bei der Donauüberquerung stark beschossen. Die Kirche wurde stark beschädigt.
Am 1. Januar 1972 wurde die selbstständige Gemeinde Ortlfing mit ihrem Ortsteil Biding in den Markt Burgheim eingegliedert.

## Schule
Über die Entstehung der Schule in Ortlfing ist wenig bekannt. Das Neuburger Kollektaneenblatt von 1858 schreibt, dass die Schule 1851 neu erbaut wurde. Jetzt besuchen die Kinder von Ortlfing und Biding hier die Schule. Zuvor mussten die Schüler nach Burgheim trippeln, nachdem der frühere Lehrer Strohmair gestorben war.
Die Schule wurde in den letzten Kriegstagen von 1945 durch den Beschuss ebenfalls stark beschädigt, so dass ein Neubau erforderlich wurde. Mit der Gemeindegebietsreform wurde nicht nur die Kommunalverwaltung nach Burgheim verlegt, auch die Schule musste aufgelöst werden, seitdem fahren Busse die Schüler nach Burgheim.

## Kirche

### Geschichte

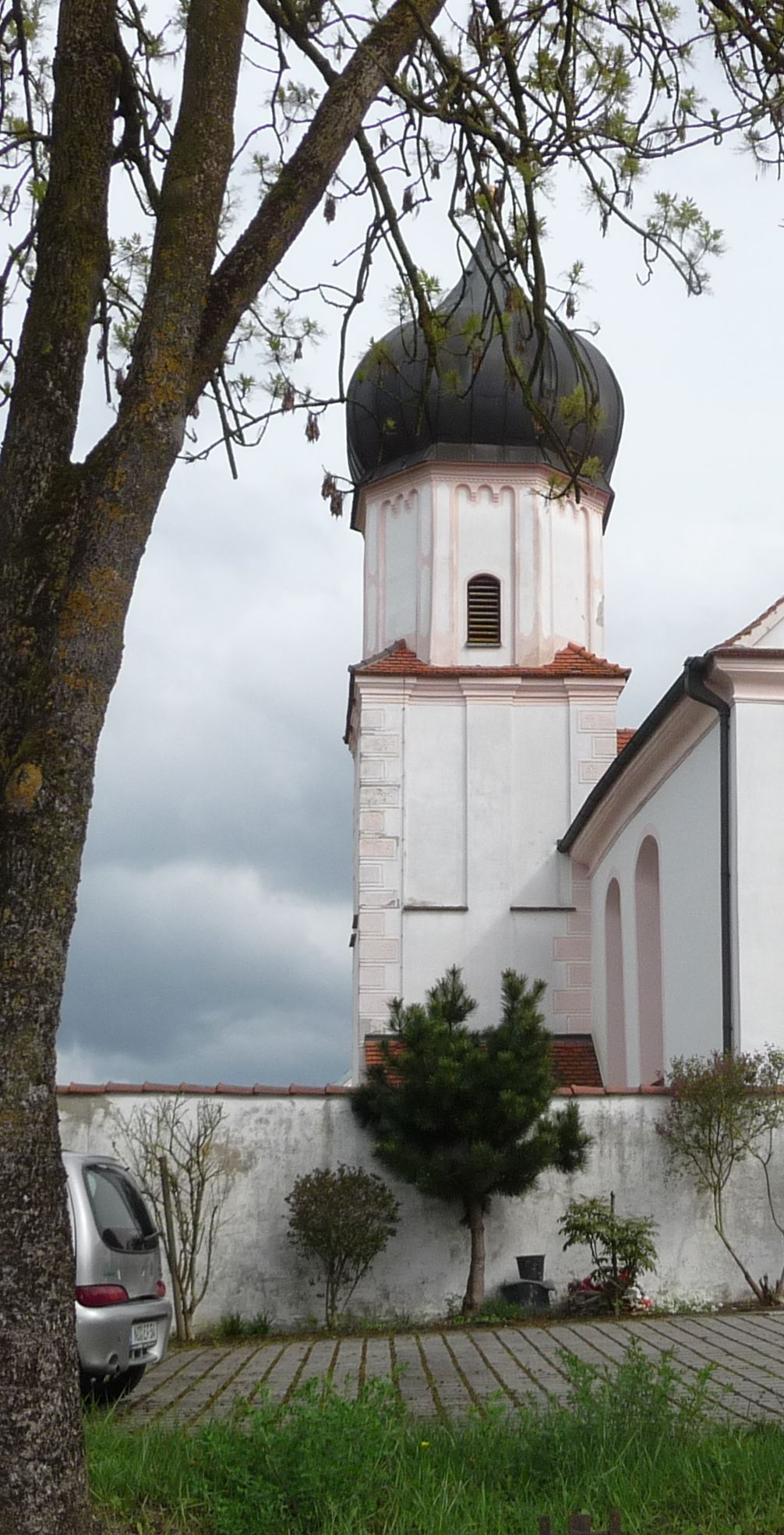
Der jetzige Kirchturm, sein Vorgänger ist eingestürzt

Im Pappenheimer Urbar wurde 1214 ein Sakralbau erwähnt.
1542 wechselte Neuburger Pfalzgraf Ottheinrich zur evangelischen Religion. Bis 1614 ist dieser Zustand geblieben. Pfarrer Johannes Lyß beschreibt den Zustand: „Der Pfarrer hat keine Wohnung mehr, nur noch ein kleines enges Stüblein und drinnen ein böser Ofen, der neu gesetzt werden muss.“ Pfarrer Florian Wieland klagt 1591 ebenfalls: „In dem Pfarrstadel ist die Wand baufällig, dass sie sich hinausbiegt und einfallen will.“ Und ein paar Jahre später heißt es, dass am Pfarrhaus die Bedachung nichts wert ist. Es regnet in das Haus bis in die Kammer herab. 1602 müssen an der Kirche Schäden beseitigt werden. 1658 stürzte der Kirchturm ein und beschädigte den Chorraum der Kirche erheblich. 1670 wurde Pfarrer Stendel installiert. 13 Jahre nach dem Einsturz legte der Seelsorger am 31. März 1671 den ersten Stein zum Bau des Kirchturms für die Pfarrei St. Stephanus. 
Seit 1728 residierte Pfarrer Josef Heyleth. 1735 wurde das Turmgemäuer um den Oktogon, und die Zwiebelhaube erhöht. Dieses Aussehen prägt den Turm heute noch. Der Geistliche vermachte der Pfarrei Ortlfing die stattliche Summe von 6184 Gulden zum Bau einer neuen Kirche. Außerdem spendierte er noch 200 Gulden für das zur Pfarrei gehörige Kirchlein in Biding und ließ das Vermächtnis beim Ordinariat in Augsburg bestätigen. Das Baumaterial wie Holz, Steine und Kalk lagerte bereits vor der Kirche in Ortlfing, da starb Heyleth am 1. Februar 1759. Dadurch kam das Bauvorhaben wieder zum Erliegen und das Baumaterial verschwand. Im gleichen Jahr übernahm Johann Matthias Häberle aus Neuburg die Pfarrei Ortlfing. Er besichtigte mit dem Burgheimer Pfarrer Anton Nissl verschiedene Kirchen. Modell und Riss der Sinninger Kirche wurden dabei zum Vorbild. Das Bauwerk wurde dem Architekten und Neuburger Hof- und Stadtbaumeister Martin Puchtler übergeben. Anton Engel aus dem benachbarten Wengen bekam als Zimmerermeister und Joseph Köpf als Stuckateur den Auftrag. Am 14. April 1760 begann der Abriss der alten Kirche und am 21. April 1760 erfolgte die Grundsteinlegung. Am 24. September 1760 weihte der Weihbischof Xaver von Adelmann das neue Gotteshaus. Zwei Gedenkplatten erinnern heute an die verdienten Seelsorger Heyleth und Häberle.

### Beschreibung

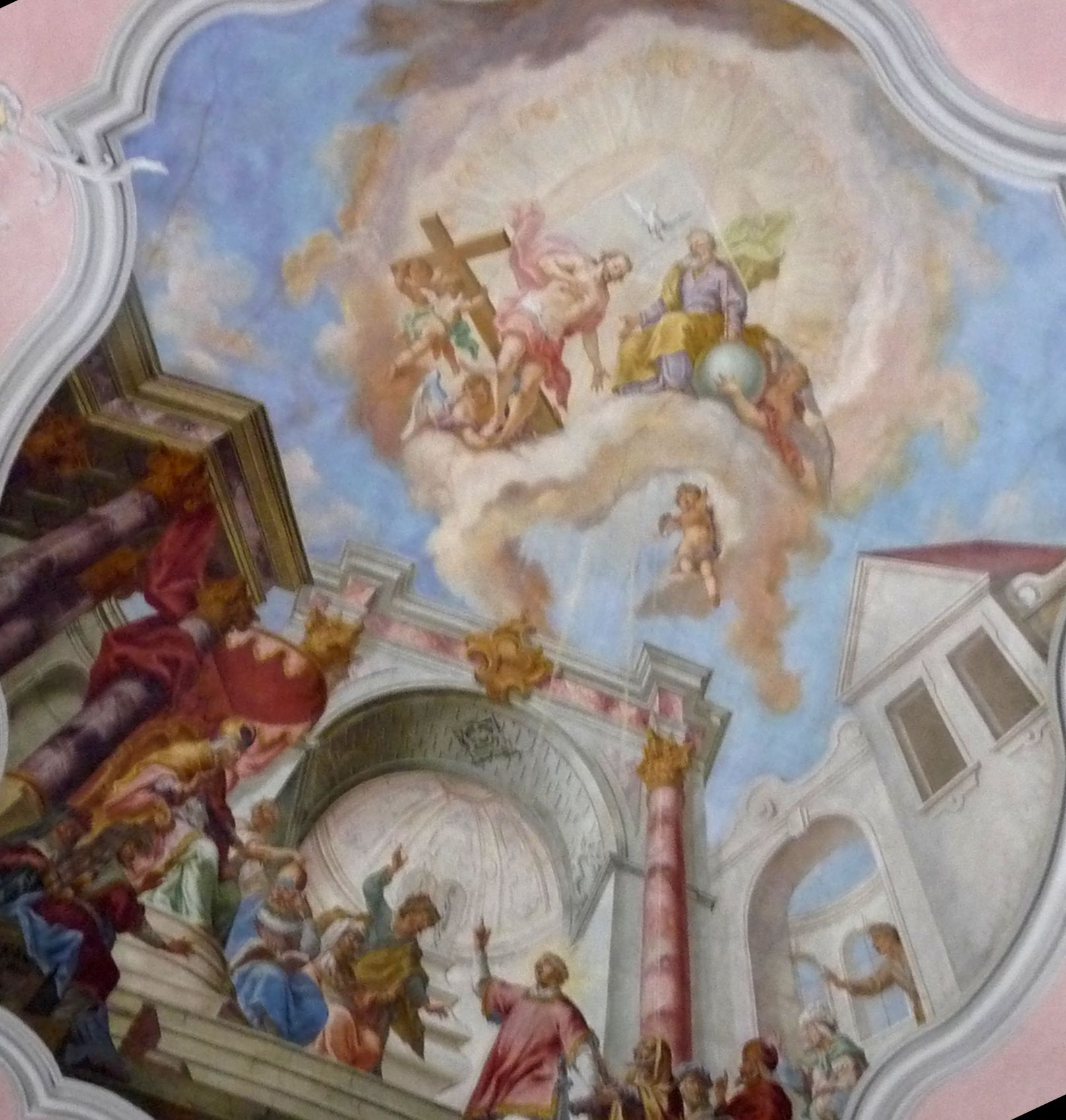
Deckengemälde mit St. Stephanus vor dem hohen Rat

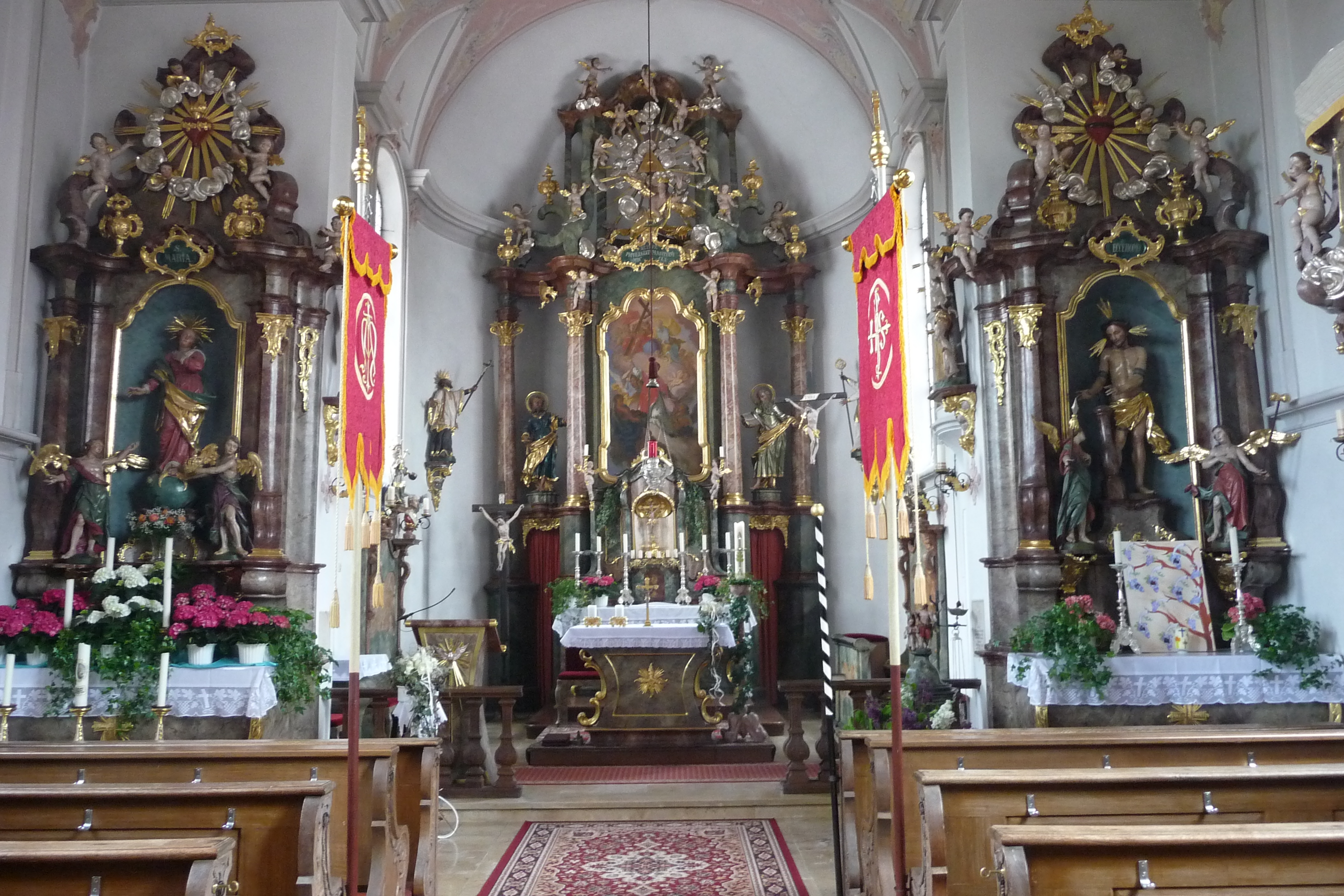
Die Altäre der Pfarrkirche Ortlfing

Die Kirche von Ortlfing steht auf einer Anhöhe. Ein massiver Kirchturm spitzt in die Höhe. 
Der Grundstein für den jetzigen Turm wurde 1671 gelegt. Die Kirche wurde 1760 erbaut und am 24. September 1760 durch den Weihbischof Franz Xaver Adelmann von Adelmannsfelden geweiht. Das Gotteshaus steht unter dem Patronat von St. Stephanus. Die Pfarrkirche gehört zur Pfarreiengemeinschaft Burgheim.
Drei Altäre und verschiedene Deckengemälde gestalten das Kircheninnere und gestalten den Rokokostil. Den Hochaltar ziert ein Gemälde mit der Glorie des heiligen Stephanus, darüber die Heiligste Dreifaltigkeit, umgeben von Engeln. Im linken Seitenaltar ist in einer Nische Immakulata, ihr zu Füßen Engel mit Krone und Zepter.
Im rechten Seitenaltar Christus von der Wies sowie Engel mit Lanze und Essigschwamm.
Auch die Deckengemälde sind Szenen aus dem Leben des heiligen Stephanus. Gleich am Kircheneingang über der Empore wird die Gefangennahme des hl. Stephan dargestellt. Im Kirchenschiff ist der Heilige vor dem Hohen Rat und muss sich verteidigen. Im Chor wird seine Steinigung sichtbar.

## Persönlichkeiten

### Franz Anton Neuhauser
Der Jesuitenpater wirkte mehr als vierzig Jahre hier. Sein Ruf ging weit über die Grenzen des Orts und des Landes hinaus, deshalb wurde er auch hier verehrt.
Am ersten Weihnachtstag 1744 wurde Franz Anton Neuhauser in Siegenburg bei Kelheim als 6. Kind des Kaufmanns Anton Oswald Neuhauser, der aus Venedig stammte, geboren. Die Mutter Maria Katharina, geborene Plenin kam aus Pöttmes. Neuhauser studierte 1761/62 in Augsburg und belegte anschließend das Studienfach „Rhetorik“. Hier holte er die Bestnote und damit Platz eins. Sein Wunsch war es, in den Orden der Jesuiten einzutreten. Das Noviziat machte er von 1761 bis 1764 in Landsberg am Lech. Er studierte von 1766 bis 1769 an der Universität Ingolstadt. 1769 fand er am Münchner Gymnasium eine Anstellung als Professor. 1770 erschien seine erste Veröffentlichung mit dem Thema: „Anfangsgründe der griechischen Sprache zum Gebrauch der Schulen der Gesellschaft Jesu“. Im Jahre 1771 erfolgte noch eine Ergänzung dazu.
Nachdem der Jesuitenorden 1773 durch Papst Clemens XIV. verboten wurde, fand Neuhauser eine Anstellung als Gymnasialprofessor in Ingolstadt. 1779 wurde ein Predigtwettbewerb ausgeschrieben. Der spätere Bischof Johann Michael Sailer holte sich dabei die goldene und Neuhauser die silberne Medaille. Im gleichen Jahr veröffentlichte Neuhauser die Schrift und erhob damit den mahnenden Zeigefinger: „Von der Lieblosigkeit gegen unsere Glaubensgegner“.
Wegen seiner offenen Worte wurde dem ehemaligen Jesuitenpater 1783 die Lehrtätigkeit untersagt. Neuhauser ging als Hofmeister und Prinzenerzieher zum Reichsgrafen von Pappenheim, der Statthalter von Ingolstadt und Neuburg war.
1788 wurde Neuhauser Pfarrer von Königstein bei Sulzbach. 1789 wechselte er in die Pfarrei Ortlfing bei Burgheim und harrte dort bis 1833 aus. 1831 sollte Neuhauser auf Grund seiner Verdienste der Ludwigsorden verliehen werden. Doch König Ludwig I. lehnte es ab. Neuhauser hatte eine Flugschrift verbreitet zum Thema „Die unverhältnismäßige Besteuerung der katholischen Geistlichkeit in Bayern“. Mit 89 Jahren resignierte Neuhauser und kam ins Kloster der Barmherzigen Brüder in Neuburg an der Donau. Am 24. Oktober 1834 verstarb er, sein Grabstein befindet sich in der Stadtpfarrkirche Heilig Geist in Neuburg.
Neuhauser war unter der Geistlichkeit hochgeschätzt. Nach ihm ist eine Straße benannt.